# Сансеверино, Роберто II
Роберто II Сансеверино (1 мая 1485, Салерно — 1508), третий князь Салерно с 1499 года.

## Ранние годы
Роберто II Сансеверино был сыном Антонелло Сансеверино (около 1460—1499), второго князя Салерно и Костанцы да Монтефельтро, дочери герцога Урбино Федерико да Монтефельтро.
Антонелло Сансеверино был гранд-адмиралом Неаполитанского королевства и входил в анжуйскую партию. В 1485 году Антонелло участвовал в заговоре баронов против короля Неаполя Фердинанда I. В начале 1487 года Антонелло вынужден был примирится с королём, но уже в мае 1487 года возобновил борьбу с Фердинандом I и бежал во Францию. Мать Роберто также покинула королевство. Роберто в двухлетнем возрасте стал заложником. С 12 июня 1487 года он находился в этом статусе в неаполитанском замке Кастель-Нуово. 4 июля 1487 года там к Роберто присоединились многие члены его рода, включая его прабабушку Джованну. 8 марта 1495 года Роберто был освобожден неаполитанским королём. После освобождения Роберто отправился к своему отцу Антонелло Сансеверино, который вместе с армией Карла VIII завоёвывал Неаполитанское королевство. 7 апреля 1495 года на одном из банкетов была объявлена помолвка Роберто Сансеверино и дочери Жильбера де Бурбон-Монпансье. Роберто сопровождал своего отца в военных походах. После примирения 25 июня 1496 года Роберто с отцом вернулись в Неаполь, где в октябре 1496 года присутствовали на похоронах Фердинанда II Неаполитанского. Дядя Фердинанда II — Федериго Арагонский желая склонить на свою сторону Сансеверино предлагал выдать за Роберто свою дочь Шарлотту. Но Антонелло Сансеверино отверг это предложение. В декабре 1497 года Антонелло и Роберто бежали в Сенигаллию к своему родичу префекту Рима Джованни делла Ровере. В мае 1498 года Роберто приехал в Венецию, где шли переговоры о союзе с Францией.

## В борьбе за наследство
27 января 1499 года отец Роберто — Антонелло Сансеверино умер и Роберто стал принцем изгнанником. Изменить это положение могли лишь могущественные друзья. Четырнадцатилетний Роберто на смертном одре отца пообещал быть верным союзником Венецианской республике, о чём через секретаря сообщил сенату Венеции. Потеряв земли в Неаполитанском королевстве Антонелло Сансеверино сохранил движимое имущество (золото, серебро, лошадей и др.), которое теперь перешло к Роберто II. Юного Сансеверино поддерживали родственники и друзья в Милане, Риме, Неаполитанском королевстве, в Урбино. В марте 1499 года префект Рима Джованни делла Ровере рекомендовал Роберто II правительству Венеции куда Сансеверино снова отправился. Затем Роберто II посетил Милан, Рим и Урбино, где жили влиятельные родственники. Получив послание из Франции и в надежде вернуть свои неаполитанские земли, а также получить должности гранд-адмирала, в январе 1501 года Роберто II отправился ко двору короля Людовика XII. В июне 1501 года вместе с французским войсками он вернулся в Неаполитанское королевство. В июле 1501 года он изгнал войска Федериго из «своих вотчин» Сан-Северино и Салерно. В мае 1502 года Людовик XII предоставил Роберто II привилегию на все феодальные владения, которыми владел его отец.
Но вскоре мир между Испанией и Францией вскоре был нарушен, и летом 1502 года испанский капитан Гонсало Фернандес де Кордова захватил Ночеру, Сан-Северино и Салерно. Роберто II вместе со своими кузенами Берардино Сансеверино, принцем Бизиньяно, и Джованом Баттиста Марцано принцем Россано до конца 1502 года продолжал борьбу в Калабрии. После этого он продолжил воевать на стороне короля Франции под командованием Луи д’Арманьяка, герцога Немурского. Вероятно, раненный 28 апреля 1503 года, в битве при Чериньоле он попытался добраться до французской Гаэты, но в мае 1503 года был остановлен Этторе Феррамоска. Гонсало Фернандес де Кордова, войдя в Неаполь, поселился во дворце князей Салерно, а имущество Сансеверино было продано с аукциона. Роберто II в конце 1503 года участвовал в битве при Гарильяно.
На рубеже 1504 и 1505 годов жил во Франции. Мишель Бенаито писал, что Блуаский мир подписанный представителями Фердинанда Католика и Людовика XII обещал помилование баронов анжуйской партии, включая князя Салерно. Мир был скреплён франко-испанским браком племянница Людовика XII — Жермена де Фуа должна была стать женой Фердинанда Католика. Жермену в Испанию сопровождала многочисленная свита, включая Роберто II Сансеверино и иных неаполитанских изгнанников. Приехав в Испанию в апреле 1506 года, Роберто II уже 25 мая 1506 года получил от Фердинанда Католика грамоту о восстановлении в своих неаполитанских владениях. Также Роберто II получил часть владений Джованни Франческо Сансеверино, графа Капаччо.

## Семья
В 1506 году Роберто II женился на Марине де Арагон-и-Сотомайор (1485—1513), дочери Альфонсо, герцога Вильяэрмоса и графа Рибагорса. Альфонс был внебрачным сыном Хуана II Арагонского и сводным братом Фердинанда Католика.
В январе 1507 года у Роберто II и Марины родился сын Ферранте, в 1508 году дочь Джованна (умершая в младенчестве), в 1509 году уже после смерти Роберто — Лаура.

## Последние годы и смерть
В качестве родственника арагонской династии Роберто II вернулся в Неаполь. В своём дворце Сансеверино он принимал вдовствующую королеву Венгрии Беатрису Арагонскую. Роберто II приобрел галеру, на которой Фердинанд Католик прибыл в Гаэту. А 1 ноября 1506 года присутствовал на церемонии вступления короля Фердинанда Католика в Неаполь.
Стремясь восстановить престиж Схолы Салерно, Роберто II осенью 1507 года пригласил преподавать там Агостино Нифо. 2 ноября 1508 года Роберто II, находясь в Агрополи, умер и был похоронен в Салерно.